# Tempelhof
Tempelhof, Berlin-Tempelhof – dzielnica (Ortsteil) Berlina w okręgu administracyjnym Tempelhof-Schöneberg. Od 1 października 1920 w granicach miasta.

## Transport
Od 8 października 1923 do 30 października 2008 znajdował się tutaj port lotniczy Berlin-Tempelhof.
Przez dzielnicę przebiega linia U6 metra z następującymi stacjami:
- Platz der Luftbrücke
- Paradestraße
- Berlin-Tempelhof
- Alt-Tempelhof
- Kaiserin-Augusta-Straße
- Ullsteinstraße